# Stazione di Cagliari Santa Gilla
Stazione di Cagliari Santa Gilla vasútállomás Olaszországban, Szardínia régióban, Cagliari településen.

## Vasútvonalak
Az állomást az alábbi vasútvonalak érintik:
- Cagliari–Golfo Aranci Marittima-vasútvonal

## Kapcsolódó állomások
A vasútállomáshoz az alábbi állomások vannak a legközelebb: 
- Stazione di Elmas Aeroporto (Stazione di Golfo Aranci, Cagliari–Golfo Aranci Marittima-vasútvonal)
- Stazione di Cagliari (Stazione di Cagliari, Cagliari–Golfo Aranci Marittima-vasútvonal)